# کیم استنلی
کیم استنلی (انگلیسی: Kim Stanley; ۱۱ فوریهٔ ۱۹۲۵ – ۲۰ اوت ۲۰۰۱) هنرپیشه اهل ایالات متحده آمریکا بود.

## گزیده فیلمشناسی
از فیلم‌ها یا برنامه‌های تلویزیونی که وی در آن نقش داشته‌است می‌توان به آثار زیر اشاره کرد.
- الهه (فیلم ۱۹۵۸) (۱۹۵۸)
- کشتن مرغ مقلد (فیلم) (۱۹۶۲)
- جلسه احضار ارواح در یک بعدازظهر بارانی (۱۹۶۴)
- فرانسیس (فیلم) (۱۹۸۲)
- مردان واقعی (فیلم) (۱۹۸۳)
- بن کیسی (۱۹۶۳)
- نایت گالری (۱۹۷۱)
- گربه روی شیروانی داغ (فیلم ۱۹۸۴) (۱۹۸۴)